# Aliuska Lópezová
Aliuska Lopezová, nepřechýleně Aliuska Yanira López Pedroso  (* 29. srpna 1969) je bývalá španělská atletka, která se věnovala krátkým překážkovým běhům. Je halovou mistryní světa (1995) na 60 metrů překážek.
Původně reprezentovala Kubu, od roku 2003 Španělsko.
Na juniorském mistrovství světa v roce 1986 obsadila druhé místo v běhu na 100 metrů překážek, o dva roky později v této disciplíně zvítězila. V roce 1991 vybojovala bronzovou medaili v běhu na 60 metrů překážek na halovém mistrovství světa. V roce 1995 se stala v této disciplíně halovou mistryní světa. Na mistrovství světa pod širým nebem na medaili nedosáhla, na šampionátu ve Stuttgartu v roce 1993 doběhla čtvrtá, na olympiádě v Sydney v roce 2000 skončila v běhu na 100 metrů překážek pátá.